# Гюнтер XXXIX (Шварцбург-Бланкенбург)
Гюнтер XXXIX фон Шварцбург-Бланкенбург (на немски: Günther XXXIX von Schwarzburg-Blankenburg; * 30 май 1455; † 8 август 1531 в Арнщат) е граф на Шварцбург-Арнщат-Бланкенбург в Тюрингия.
Той е седмият син на граф Хайнрих XXVI фон Шварцбург-Зондерсхаузен-Бланкенбург (1418 – 1488) и съпругата му принцеса Елизабет фон Клеве (1420 – 1488), дъщеря на херцог Адолф II фон Клеве-Марк († 1448) и Мария Бургундска († 1463).
Брат му Хайнрих XXVII фон Шварцбург (1440 – 1496) е архиепископ на Бремен (1463 – 1496), епископ на Мюнстер (1466 – 1496).
Гюнтер XXXIX фон Шварцбург-Бланкенбург умира на 8 август 1531 г. в Арнщат на 76 години и е погребан в Арнщат.

## Фамилия
Гюнтер XXXIX фон Шварцбург-Бланкенбург се сгодява на 25 април 1493 г. във Франкенхаузен и се жени на 3 ноември 1493 г. в Зондерсхаузен за графиня Амалия фон Мансфелд (* 1473; † 18 юли 1517), дъщеря на граф Фолрад III фон Мансфелд-Рамелбург († 1499) и графиня Маргарета фон Хонщайн-Фирраден († 1508). Те имат децата:
- Отилия фон Шварцбург-Бланкенбург (* 11 септември 1495; † 20 юни 1542), омъжена на 7 юни 1523 г. в Арнщат за Карл I Шенк фон Лимпург-Шпекфелд (* 4 март 1498; † 2 септември 1558)
- Анна фон Шварцбург-Бланкенбург (* 23 февруари 1497; † сл. 1554), омъжена на 25 май 1516 г. в Арнщат за граф Йохан V фон Изенбург-Бюдинген-Бирщайн (* 1476; † 18 май 1533)
- Хайнрих XXXII фон Шварцбург-Бланкенбург (* 23 март 1499; † 12 юли 1538), граф на Шварцбург-Бланкенбург-Рудолщат-Арнщат, женен на 14 ноември 1524 г. за графиня Катарина фон Хенеберг-Шлойзинген (* 14 януари 1509; † 7 ноември 1567)

Той има незаконен син:
- Балтхазар Бремер († сл. 1561)